# توماس إس. هاموند
توماس إس. هاموند (بالإنجليزية: Thomas S. Hammond)‏ هو لاعب كرة قدم أمريكية أمريكي، ولد في 29 أكتوبر 1883 في كرون بوينت في الولايات المتحدة، وتوفي في 15 يونيو 1950.